# Городно (озеро, Куньинский район у д. Хлыстово)
Городно или Хлыстово — озеро на западе Пухновской волости на границе с Слепнёвской волостью Куньинского района Псковской области, в 4,5 км к юго-западу от волостного центра, деревни Пухново.
Площадь — 0,8 км² (77,1 га, с 4 островами — 88,0 га). Максимальная глубина — 12,3 м, средняя глубина — 6,2 м.
На восточном берегу озера расположено урочище (бывшая деревня) Хлыстово. Близлежащим населённым пунктом является деревня Белавино Слепнёвской волости в 1,5 км к западу от озера, а также деревни Неупокоица и Ермолово Пухновской волости в 2,0 и 3,0 км к востоку соответственно.
Проточное. Относится к бассейну реки Усвячи, притока реки Западная Двина. Озеро фактически является озеровидным расширением Усвячи, между двумя другими проточными озёрами этой реки — Озерон (к северу) и Усмынское озеро (к юго-востоку).
Тип озера лещово-уклейный. Массовые виды рыб: щука, плотва, окунь, лещ, уклея, густера, ерш, красноперка, налим, карась, синец, язь, линь, щиповка, вьюн, пескарь, бычок-подкаменщик; раки (мало).
Для озера характерны крутые, отлогие и низкие, частью заболоченные берега, лес, луга, поля, болото, неровное дно (нальи, ямы), в профундали — ил, заиленный песок, в литорали — песок, камни, песок с глиной, заиленный песок, ил, коряги, сплавины; есть донные и береговые ключи.